# 静岡県道328号舞阪停車場線
静岡県道328号舞阪停車場線（しずおかけんどう328ごう まいさかていしゃじょうせん）は静岡県浜松市中央区を通る県道である。

## 概要

### 路線データ
- 陸上距離：0.3km
- 起点：浜松市中央区馬郡町（JR東海道本線舞阪駅）
- 終点：浜松市中央区馬郡町（静岡県道49号細江舞阪線）

## 歴史
- 1960年4月1日 認定

## 重複区間
なし

## 地理
交差点に県道を示す標識が存在しないので注意が必要。また路線は平坦ではあるがセンターラインや歩道も設置されておらず、さながら集落の間を抜ける生活道路のようである。

### 通過する自治体
- 静岡県
  - 浜松市（中央区）

### 接続路線
- 静岡県道49号細江舞阪線